# تاكاشي أميزوا
تاكاشي أُميزَوا (باليابانية: 梅澤 貴史) (مواليد 7 ديسمبر 1972)، هو لاعب كرة قدم ياباني سابق كان يلعب كلاعب وسط.

## وصلات خارجية
- تاكاشي أميزوا على موقع رابطة كرة القدم اليابانية للمحترفين (اليابانية)
- تاكاشي أميزوا على موقع عالم كرة القدم.نت (الإنجليزية)